# Lipar (priimek)
Lipar je priimek več znanih Slovencev:

## Znani nosilci priimka
- Andrej Lipar (*1956), brigadir SV
- Anton Lipar, salezijanec, župnik v Celju
- Lea Lipar (r. Caharija) (*1946), romanistka, strok. za italijansko književnost
- Luka Lipar, zdravnik interventni kardiolog
- Marjan Lipar (1922—2007), športni novinar, urednik; športni delavec (smučarski skoki)
- Matej Lipar, dr. geoloških ved, fizični geograf, krasoslovec ...
- Matija Lipar, alpinist
- Peter Lipar (1912—1980), zborovodja, skladatelj in pedagog
- Peter Lipar (*1955), gradbenik, prometni strokovnjak
- Suzana Lipar, slikarka in likovna ustvarjalka mdr. iz jeansa
- Tone Lipar, duhovnik